# San Telmo (Buenos Aires)
San Telmo es un barrio situado en la Comuna 1 de la Ciudad Autónoma de Buenos Aires, Argentina. Está comprendido por las calles Chile, Av. Ingeniero Huergo, Av. Brasil, Av. Paseo Colón, Av. Martín García, Defensa, Av. Caseros y Piedras, aunque zonas aledañas entran en la misma denominación con fines comerciales o inmobiliarios. Limita con los barrios de Monserrat al norte, Puerto Madero al este, La Boca al sureste, Barracas al suroeste y Constitución al oeste.
Con apenas 1,2 km², San Telmo es el barrio más pequeño de la Ciudad de Buenos Aires.
San Telmo (por San Pedro González Telmo) es uno de los barrios más antiguos de la Ciudad de Buenos Aires. Junto con el cercano Monserrat se lo conoce como "Barrio Sur", en oposición al "Barrio Norte" de Retiro y San Nicolás. Todavía pueden escucharse ritmos rioplatenses como el tango y el candombe en sus calles.

## Historia
San Telmo se estableció oficialmente como un barrio en 1806, aunque su historia se remonta a los primeros días de la colonización española de Buenos Aires en el siglo XVI. Originalmente, el área era conocida como "Alto de San Pedro". Fue habitada por familias de la élite y se caracterizaba por sus grandes casonas y plazas.
En 1748, en un terreno donado por el vecino Don Ignacio Bustillo y Zeballos, la orden de los jesuitas comenzó la construcción de la Iglesia de Nuestra Señora de Belén, junto a la cual se instaló la Casa de Ejercicios Espirituales. Por esta última, comenzó a ser conocido como el barrio de la Residencia. Cuando en 1767 los jesuitas fueron expulsados de América por el Reino de España, los betlemitas se hicieron cargo del templo en 1785, y la Residencia comenzó a ser usada como cárcel.
Cuando en 1806 se creó la Parroquia de San Pedro González Telmo, la Iglesia de Belén fue elegida como templo provisional, esperando la construcción de la Iglesia consagrada a ese santo, que finalmente nunca sería ejecutada. Así, el barrio comenzó a ser llamado Alto de San Pedro. En un hueco situado sobre la calle Defensa, se estableció a fines del siglo XVIII un lugar de parada para los carros que provenían con mercaderías desde el Riachuelo, tal parada era conocida como el Hueco del Alto o el Alto de las Carretas. Allí, los vecinos porteños juraron la independencia argentina respecto a España, firmada en Tucumán en 1816. La plaza fue nombrada del Comercio en 1822, y en la década de 1860 se estableció en el antiguo hueco el Mercado, que permaneció hasta que en 1897 se inauguró el aún existente Mercado San Telmo. Poco después, la plaza fue llamada Coronel Dorrego.
San Telmo fue habitado por las familias patricias tradicionales de Buenos Aires (Domingo French y Esteban Echeverría fueron vecinos ilustres), hasta que la epidemia de fiebre amarilla de 1871, los empujó a mudarse al norte. Así, comenzaron a alquilar sus viejas casas a los inmigrantes europeos que por la misma época comenzaron a llegar en gran número, instigados por una política beneficiosa del Gobierno Nacional. Recién llegados a Buenos Aires y buscando suerte, trabajadores y luego familias enteras se instalaban precariamente en estos llamados conventillos, que en caso de no lograr ascensión social terminaban transformados en viviendas definitivas. En estas viejas casas coloniales, llegaban a convivir numerosas familias hacinadas en cuartos y compartiendo un único sector de servicios, mientras las clases altas se enriquecían con rentas y construían sus nuevas mansiones en el Barrio Norte.
En las décadas siguientes, sobrevino la decadencia. Mientras la zona norte del casco histórico de Buenos Aires (San Nicolás y Retiro) se transformó en el centro financiero de la ciudad y una importante zona comercial, el viejo Barrio Sur quedó parado en el tiempo, con sus viejas construcciones coloniales aún en pie y manteniendo su función residencial, aunque ya no ocupado por las enriquecidas familias tradicionales, sino por los inmigrantes en los conventillos. El barrio llegó a un punto tal que en 1957, la Municipalidad de Buenos Aires consideró una propuesta del arquitecto Antonio Bonet que significaba demoler masivamente todo el lugar para transformarlo en un inmenso barrio al estilo moderno, con monoblocks residenciales y grandes espacios abiertos. El proyecto no prosperó, y el barrio continuó con su estancamiento.

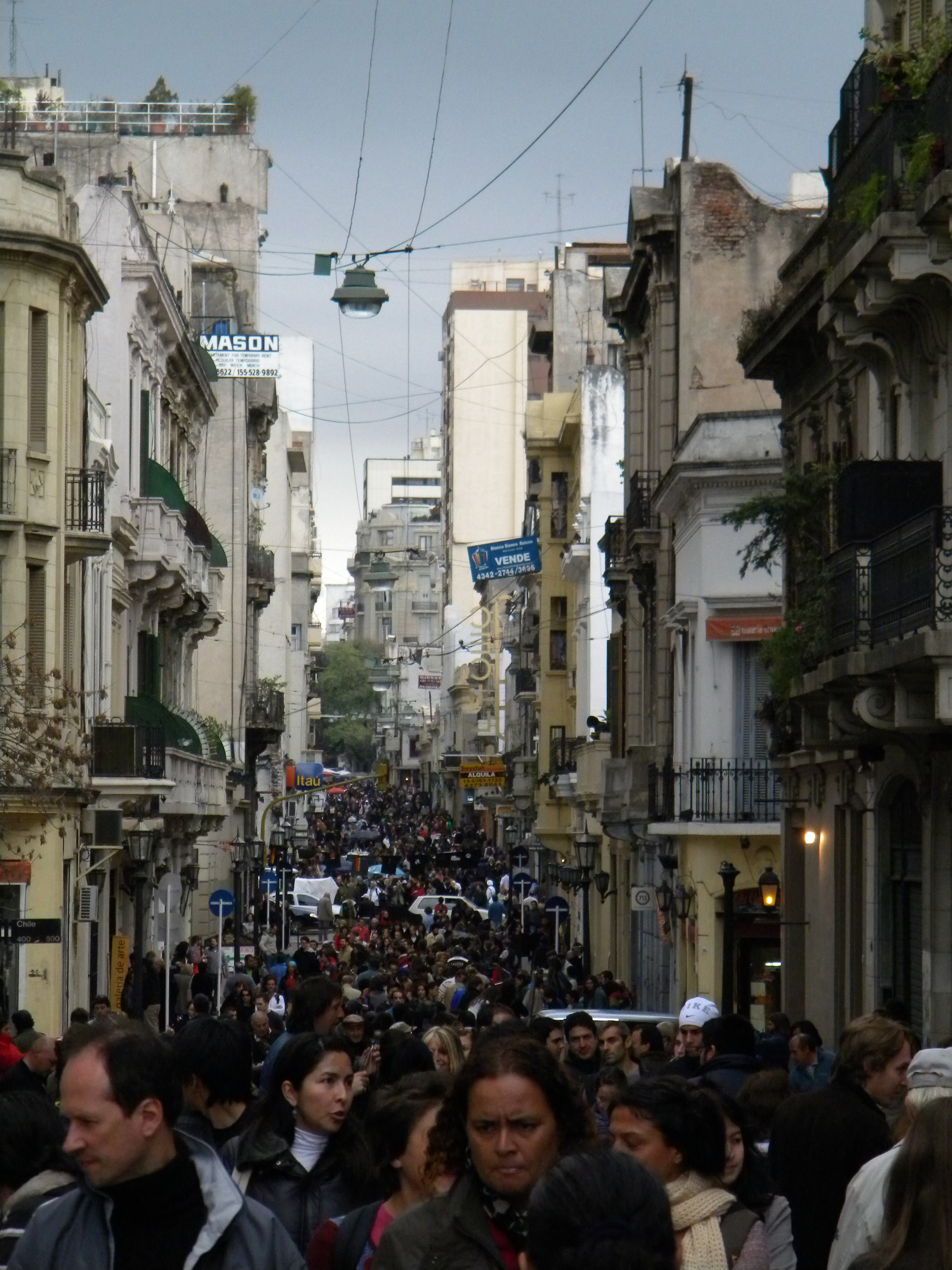
Gente caminando por la calle Defensa.

Por esas décadas, a medida que la arquitectura moderna comenzaba a difundirse en la Argentina, comenzaron las demoliciones y modificaciones de numerosas construcciones del barrio, perdiéndose parte de su importante patrimonio, por esos tiempos aún no valorado. En 1970, gracias a la iniciativa del arquitecto José María Peña, fundador del Buenos Aires Museo, se creó en la Plaza Dorrego la Feria de Cosas Viejas y Antigüedades San Pedro Telmo, dedicada a las antigüedades y con el objetivo de lograr que los porteños valorasen el patrimonio histórico. Con el paso de los años, se formó un pequeño polo de pintorescos anticuarios que comenzó a atraer turistas y fue la semilla de la actual impronta del barrio.

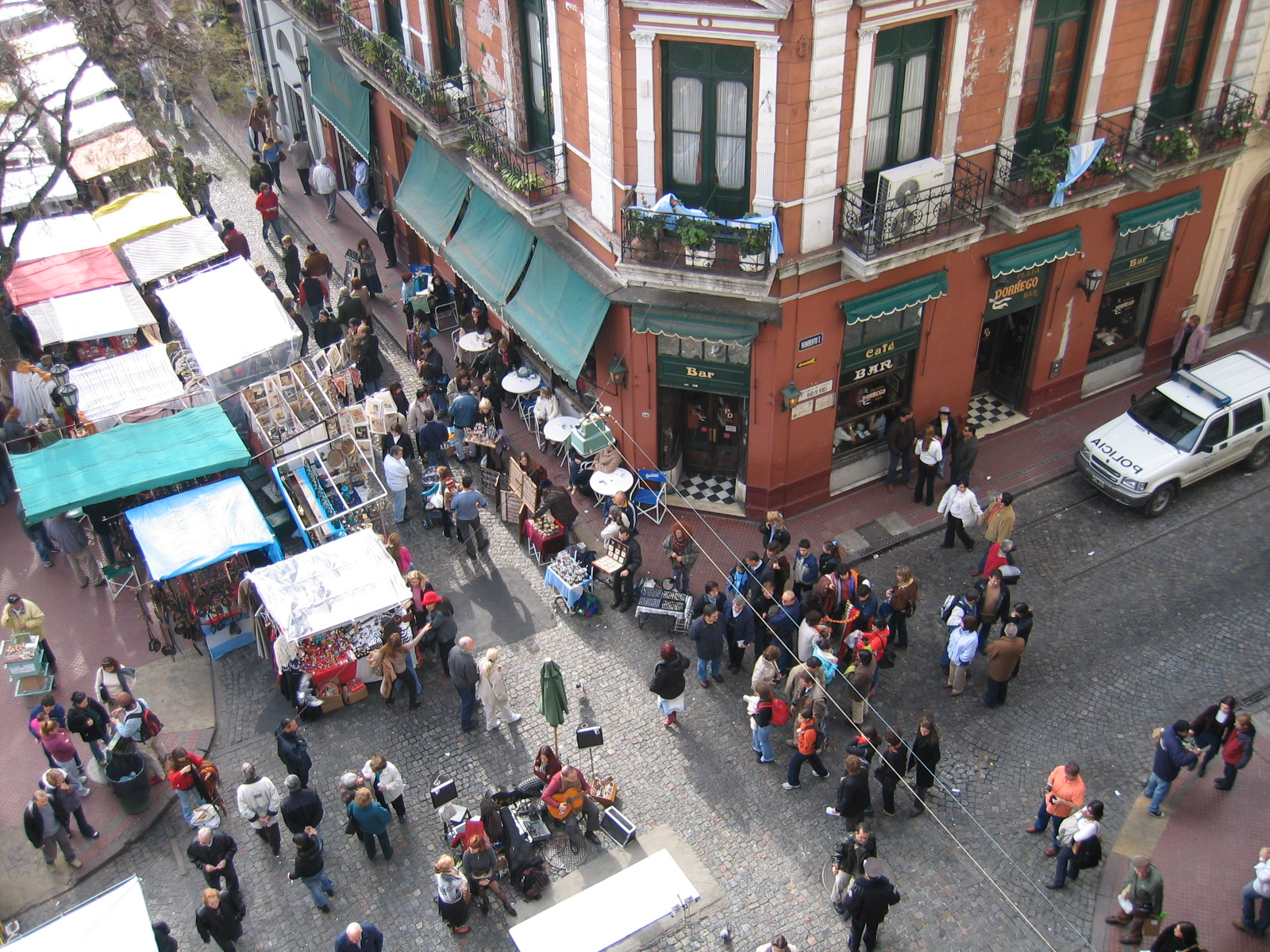
Plaza Dorrego.

En 1978, el barrio sufrió una drástica modificación cuando el intendente de facto Osvaldo Cacciatore concretó el antiguo proyecto de ensanche de avenidas. Así, las calles Independencia, San Juan y Garay fueron ampliadas y se demolieron todas sus construcciones anteriores a 1910, entre ellas la Casa del Naranjo, la más antigua de la ciudad en pie (siglo XVII). Ya quebrado irreversiblemente el tejido del barrio, atravesado por las nuevas avenidas, en 1979 el arquitecto Peña encabezó el proyecto del distrito U.24 (Urbanización 24), un área de 120 manzanas del Barrio Sur en el cual se deberían mantener intactas las construcciones patrimoniales, y las que se construyeran en el futuro deberían tener estilo contemporáneo, para no confundirse con las auténticas. Esta polémica ordenanza sería el primer paso en la conservación de la arquitectura antigua de la ciudad. En 1982, la U.24 evolucionó en la APH1 (Área de Protección Histórica), y gracias a la presión de firmas inmobiliarias el área a conservar se redujo notablemente.
En la última década, a partir del fuerte crecimiento económico del país y del auge del turismo extranjero en Argentina, el barrio se ha llenado de visitantes internacionales. La zona fue cambiando su fisonomía, se abrieron tiendas de los diseñadores más conocidos, se instalaron muestras artísticas y crecieron los locales gastronómicos. La demanda de locales también generó un boom inmobiliario, revalorizando los comercios y casas antiguas. En los últimos años también ha vivido un boom inmobiliario con la construcción de modernas torres de hasta 90 metros de altura.

## Características principales

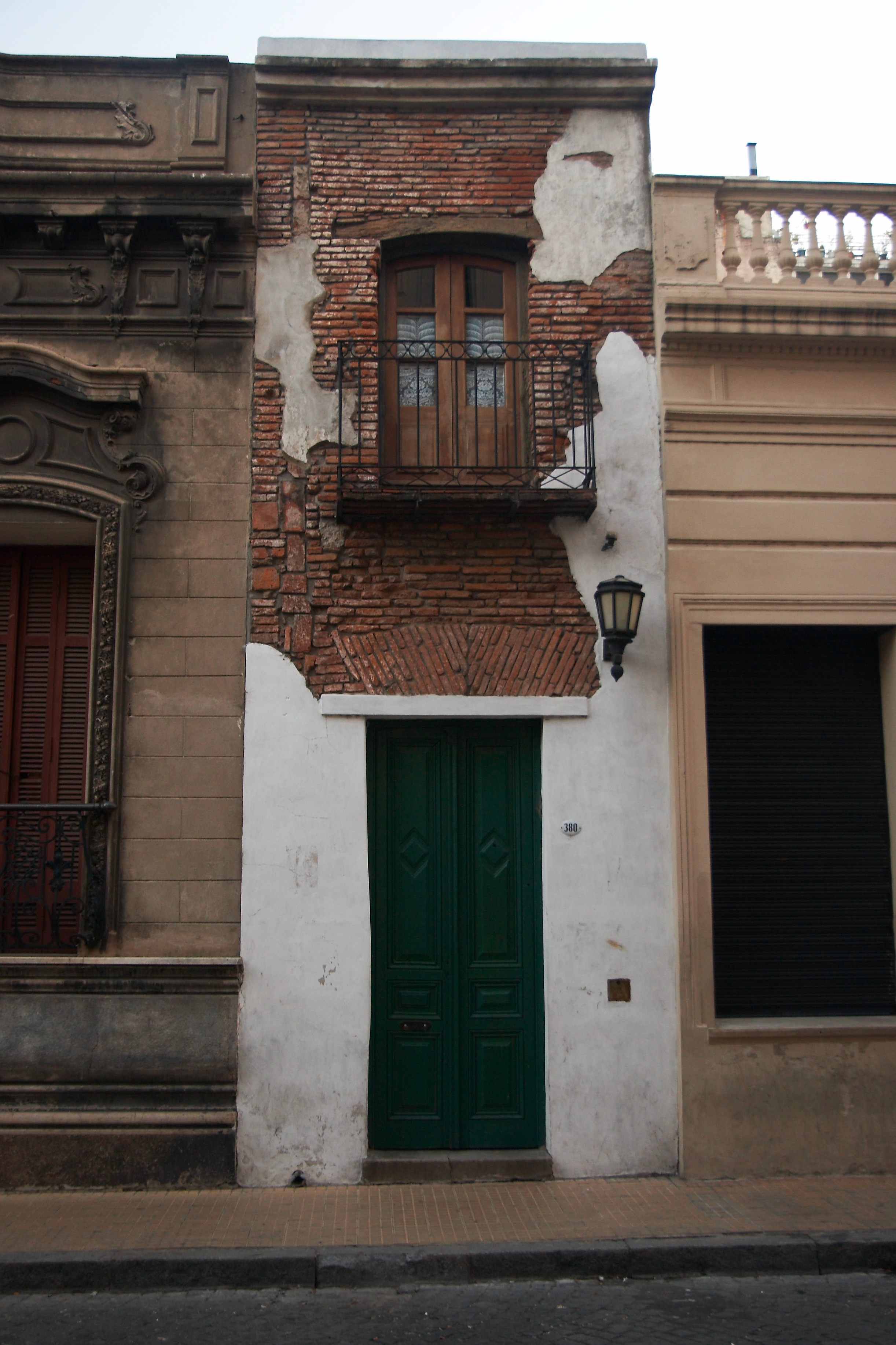
Una curiosidad del barrio es la Casa Mínima, la casa más angosta de la ciudad. Esta casa tiene un frente de 2,50 metros de ancho y 13 de profundidad. Se trata de una propiedad residual de una propiedad mayor, construida entre fines del y principios del.

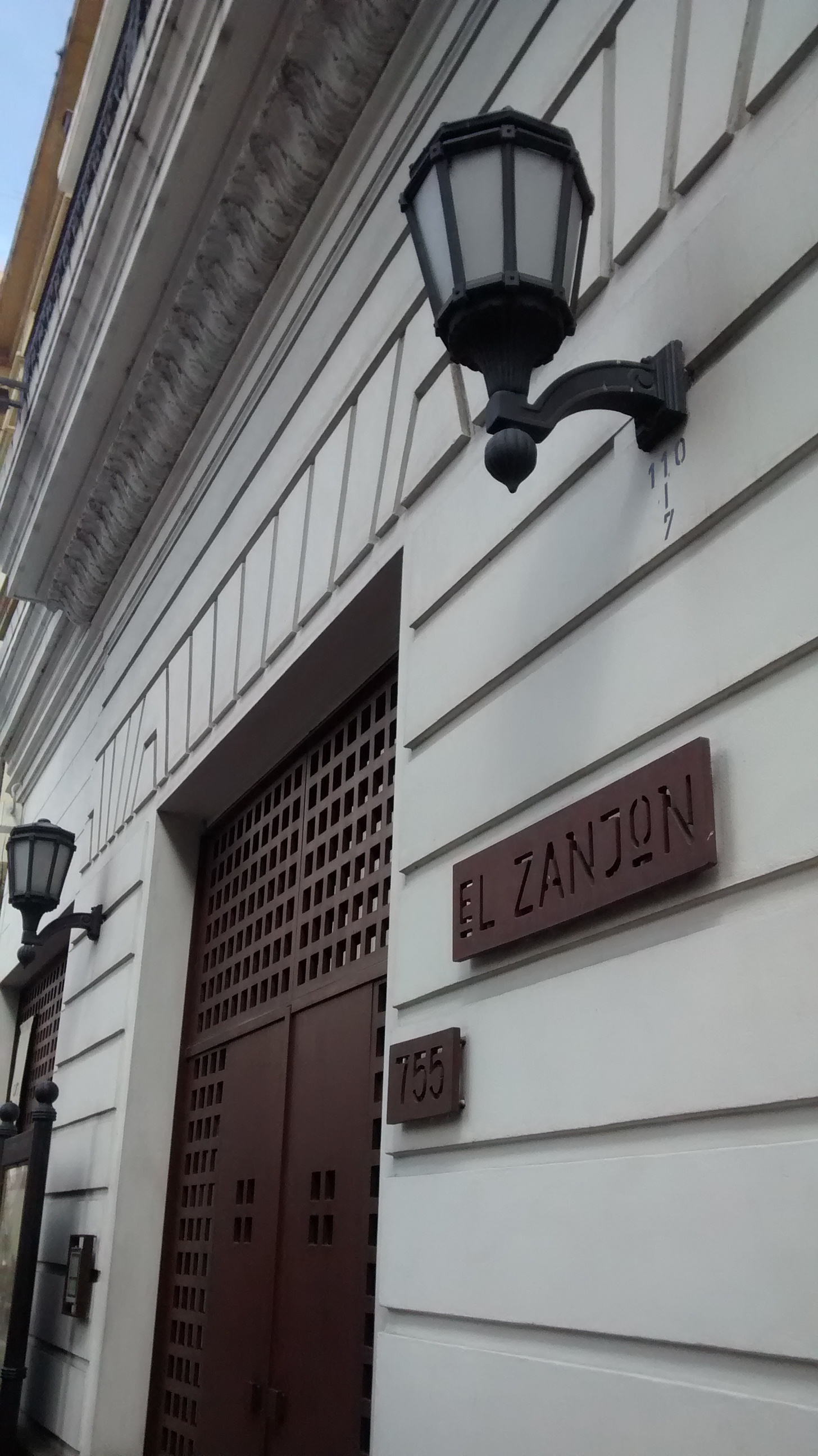
Recorría un pequeño arroyo que cruzaba el barrio de San Telmo en el pasado, fue redescubierto accidentalmente en 1985 bajo una casona construida en 1830. Tras de 20 años de trabajo arqueológico, en la actualidad es posible recorrer un laberinto de túneles que permite descubrir más de cuatro siglos del pasado de Buenos Aires.

San Telmo es una de las zonas mejor conservadas dentro de la siempre cambiante Buenos Aires, y se caracteriza por sus caserones coloniales y sus calles, muchas de las cuales aún están empedradas con adoquines. Entre las atracciones que se pueden visitar en este barrio, se encuentran algunas iglesias antiguas (como la de San Pedro Telmo), museos, tiendas de antigüedades y de diseño y una feria de antigüedades y artesanías, la Feria de San Telmo que toma lugar en la plaza principal, Plaza Dorrego y en la Calle Defensa cada domingo. Además de los puestos de artesanías, hay también artistas callejeros, músicos, bailarines, titiriteros, magos y estatuas vivientes en la calle Defensa durante la feria.
También se realizan actividades relacionadas con el tango y el candombe, destinadas tanto a los habitantes locales como a los numerosos turistas que visitan la zona.

## Fútbol
San Telmo también es un barrio ligado al fútbol, hasta tiene un equipo propio Club Atlético San Telmo. Actualmente su estadio se encuentra fuera del barrio, en Isla Maciel, igual así su sede se encuentra en el viejo San Telmo.

## Atractivos turísticos
1- Monumento canto al trabajo: Una de las esculturas más conocidas de la ciudad, obra del escultor Rogelio Yrurtia, su primero ubicación fue en la plaza Dorrego, en 1937 es trasladado a su ubicación actual. 
2- Tanguerías y bares notables: Entre los bares y tanguerías más reconocidos del barrio, se encuentran en esta zona, se destacan El Viejo Almacén, Bar Sur, El Federal y El Británico.
3- Pasaje San Lorenzo - Casa Mínima: En el Pasaje San Lorenzo se encuentra la Casa Mínima, se la conoce como la casa más angosta de la Ciudad, de ancho solo tiene 2.30 m. 
4- Iglesia Dinamarquesa: Esta Iglesia cuenta con un estilo neogótico, los arquitectos fueron Rönnow y Bisgaard.
5- Casa de Esteban De Luca:  El poeta Esteban de Luca habitaba en esta casa del siglo XVIII. Allí se reunía la intelectualidad de la Revolución de Mayo.
6- Mercado de San Telmo:  Uno de los mercados más antiguos todavía en pie en la ciudad, fue inaugurado en 1897.
7- Plaza Dorrego: La segunda plaza más antigua de la ciudad tuvo su origen en 1586 como Alto de las Carretas. Es el corazón y plaza principal de San Telmo.
Dentro de esta plaza está el corazón del mercado de pulgas en la que se comercializan antigüedades y curiosidades, se extiende por la calle Defensa.
8- Museo Penitenciario Argentino “Antonio Ballvè”:  Es una institución dedicada a coleccionar, preservar y comunicar la actividad histórica, social y cultural penitenciaria federal.
9- Parroquia de San Pedro Telmo:  Este templo fue construido por los jesuitas y el barrio debe su nombre a la devoción de esta parroquia (San Pedro González Telmo. Su construcción comenzó en 1734 y se terminó a mediados del siglo XIX.
10-  Casa de los Ezeiza: Una antigua residencia de una de las familias más destacadas de la Ciudad,  que luego supo ser un conventillo que alojó a 32 familias, actualmente es un paseo comercial.
11- Museo de Arte Moderno: La antigua fábrica tabacalera Piccardo fue traspasada a la Municipalidad en 1987, que al año siguiente inauguró allí este museo en donde se exponen obras de artistas contemporáneos de la Ciudad de Buenos Aires.
12- Iglesia Ortodoxa Rusa de La Santísima Trinidad:  La Catedral de la Santísima Trinidad fue inaugurada en 1901. Es un edificio de estilo neobizantino, obra de Alejandro Christophersen.
13- Museo Histórico Nacional:  Este Museo se instaló en 1897 en lo que era el casco de la quinta de José Gregorio Lezama, un edificio de estilo academicista italiano. Se exhiben obras de contenido histórico, cultural y social de la República Argentina.
14- Parque Lezama: La antigua quinta de José Gregorio Lezama fue vendida a la Municipalidad por su viuda en 1894. Así se convirtió en uno de los parques más emblemáticos de la ciudad.
Monumentos destacados dentro del parque:
Monumento a Pedro de Mendoza: obra del escultor Juan Carlos Oliva Navarro, este monumento fue inaugurado el 23 de junio de 1937.
Fuente de Neptuno y Náyades: realizada en los talleres de la fundición Du Val D’Osne, en su parte superior mantiene una balaustrada de lo que era un antiguo mirador.
Monumento a la Cordialidad Argentino Uruguaya: este regalo del gobierno uruguayo a la ciudad de Buenos Aires, fue donado.
Cabe destacar que a medida se recorra el barrio se podrán ver diferentes estatuas de cómics argentinos declarados como el Paseo de la Historieta.
También es recomendable, desviarse un poco del recorrido para visitar El Zanjón de Granados, esta propiedad fue un famoso conventillo que actualmente se convirtió en un museo, que incluye un salón de fiestas y un centro de interpretación arqueológica con una cisterna de 18 000 litros y los túneles que eran parte de un lecho de río que ya no corre más.

## Museos
El barrio de San Telmo cuenta con muchos museos -a pesar del escaso tamaño del barrio-, dentro de los cuales se encuentran:
- el Museo de Arte Moderno (Buenos Aires),
- el Museo Histórico Nacional en el Parque Lezama,
- el Museo Penitenciario Argentino,
- el Museo del títere,
- el Museo de Arte Contemporáneo de Buenos Aires (Fundación Aldo Rubino)

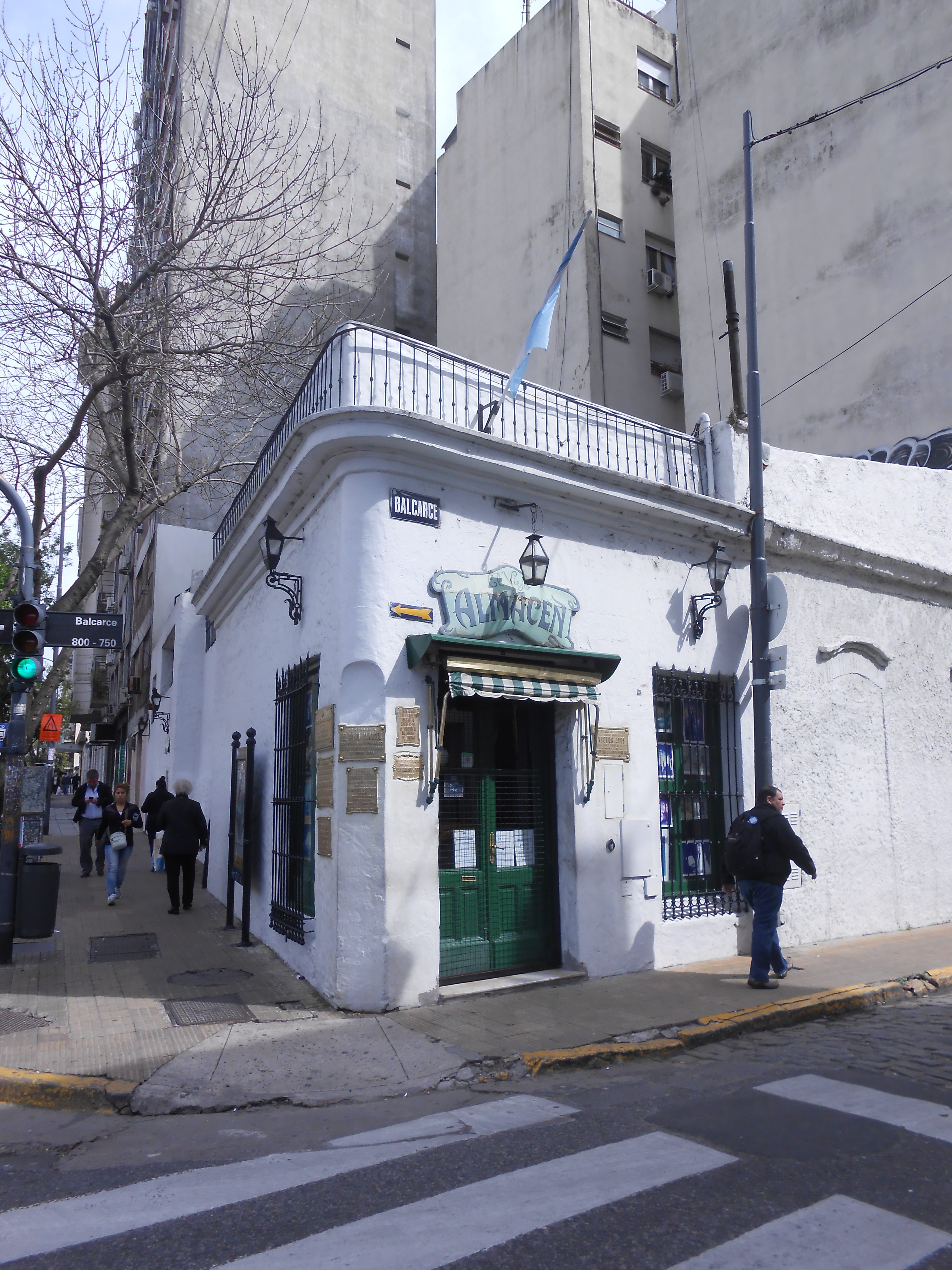
Antiguo Almacén de San Telmo